# Verfassung Transnistriens
Die Verfassung Transnistriens (offiziell Verfassung der Pridnestrowischen Moldauischen Republik) ist das Grundgesetz für den international nicht anerkannten Staat. Sie wurde am 24. Dezember 1995 in einem landesweiten Referendum angenommen und am 17. Januar 1996 vom damaligen Präsident Transnistriens Igor Smirnow unterzeichnet.

## Geschichte
Am 2. September 1991 wurde die erste Verfassung Transnistriens verabschiedet. Die Republik wurde somit als souveräner Staat innerhalb der UdSSR definiert und reproduzierte das sowjetische System der staatlichen Behörden.
Die derzeitige Verfassung der Republik wurde in einem landesweiten Referendum am 24. Dezember 1995 angenommen. 82 % der Wähler stimmten für den zur Abstimmung gestellten Text. Zum Gedenken an dieses Ereignis wurde der 24. Dezember als der Verfassungstag Transnistriens erklärt.
Die Verfassung wurde am 30. Juni 2000 vom Obersten Rat (Parlament) geändert. Sie wandelten den Staat von einer parlamentarisch-präsidialen Republik in eine präsidiale Republik um, das Zweikammerparlament wurde durch ein Einkammerparlament ersetzt, dessen Größe von 67 auf 43 Mitglieder reduziert wurde. Die Bestimmung, wonach ein und dieselbe Person das Amt des Präsidenten höchstens zwei aufeinanderfolgende Amtszeiten innehaben darf, wurde ebenfalls abgeschafft. Es gab die Meinung, dass eines der Hauptziele bei der Schaffung einer neuen Version der Verfassung darin bestand, dem amtierenden Präsidenten Igor Smirnov zu ermöglichen, unbegrenzt oft zum Präsidenten gewählt zu werden.
Am 6. April 2003 wurde ein Verfassungsreferendum über die Einführung von privatem Landbesitz abgehalten, das jedoch für ungültig erklärt wurde, da weniger als 50 % der Wahlberechtigten daran teilnahmen.
Im Jahr 2009 ernannte Präsident Igor Smirnow eine Verfassungskommission, die einige umstrittene Verfassungsänderungen vorschlug. Ziel der neuen Verfassung war, die Gesetzgebung Transnistriens mit der des Hauptgarantiestaates Russland zu harmonisieren. Zu den vorgeschlagenen Änderungen gehören die Einführung einer Zweikammer-Legislative (bei der das Unterhaus gewählt und das Oberhaus ernannt werden soll) und die Abschaffung der Wahlen für die ländlichen Verwaltungen. Ein offizieller Entwurf wurde am 11. September 2009 veröffentlicht. Smirnow übermittelte den Entwurf am 23. Oktober an das Parlament. Ein Referendum war für den 24. Januar 2010 geplant, doch scheiterte der Vorschlag am 18. November im Parlament. Der Entwurf soll nun noch einmal geändert werden.
Im Juni 2011 verabschiedete das Parlament neue Änderungen, die das Amt des Vizepräsidenten Transnistriens abschafften und das Amt des Premierministers sowie ein solches Organ als Regierung Transnistriens einführten. Diese Änderungen wurden im Juli desselben Jahres vom Präsidenten unterzeichnet.

## Aktuelle Verfassung
Die Verfassung besteht aus einer Präambel, 5 Abschnitten, 106 Artikeln des Hauptteils und 7 Artikeln mit Übergangsvorschriften und -regelungen. Sie enthält folgende Abschnitte und Kapitel:
Abschnitt I. Grundlagen der verfassungsmäßigen Ordnung
Abschnitt II. Rechte, Freiheiten, Pflichten und Garantien für einen Menschen und Bürger
Abschnitt III. Grundlagen der öffentlichen Verwaltung
Artikel 1. Entwicklung der verfassungsmäßigen Ordnung Grundlagen
Artikel 2. der Präsident der Transnistrischen Moldauischen Republik (vor den Änderungen von 2011 – „Oberster Sowjet der Transnistrischen Moldauischen Republik“)
Artikel 3. Oberster Rat der Transnistrischen Moldauischen Republik (vor den Änderungen von 2011 – „Der Präsident der Transnistrischen Moldauischen Republik. Die Exekutivgewalt“)
Artikel 3. Die Regierung der Transnistrischen Moldauischen Republik (das Kapitel wurde mit den Änderungen von 2011 eingeführt)
Artikel 4. Lokale staatliche Verwaltung und lokale Selbstverwaltung
Artikel 5. Die richterliche Gewalt
Artikel 6. Überwachung der genauen und einheitlichen Anwendung der Verfassung und der Gesetze der Transnistrischen Moldauischen Republik (vor den Änderungen von 2011 – „Staatsanwaltschaft“)
Artikel 7. Verteidigung, Sicherheit und Strafverfolgung
Artikel 8. Finanz- und Haushaltssystem
Abschnitt IV. Änderung der Verfassung
Abschnitt V. Übergangsvorschriften und -regelungen